# Абдулмеџид I
Абдулмеџид (25. април 1823 — Истанбул, 25. јун 1861) је био османски султан 1839—1861. године. Био је син султана Махмуда II. Родио се 23. априла у Топкапи палати. Школовао се у Европи и течно говорио француски језик. Он је први султан који се школовао у иностранству. Интересовала га је књижевност и класична музика. Био је присталица реформи, те је одмах по доласку на престо наставио је са његовим реформама и увео царство у Танзимат. Имао је доста среће јер су га подржавали везири напредњаци попут Мустафа Решит- паше. Током своје владавине борио се са конзервативним круговима који су били противници његових реформи. Био је први султан који је директно слушао јавне жалбе и организовао посебне пријеме за народ, који су у већини случајева били петком. Путовао је царством како би лично видео примену његових реформи. Путовао је у Бурсу, Галипоље, Лемнос, Лезбос и Хиос 1844. године, као и по осталим балканским провинцијама.

## Владавина
Када је наследио престо његова земља била је у критичном стању. По смрти његовог оца стигле су вести о поразу османске војске код Низипа од стране побуњеног египатског војводе Мухамеда Алија. У исто време, царске флоте упутиле су се ка Александрији где су пале у руке Мухамеда Алија. Саветници младог султана одлучили су да се приклоне Русији и уз интервенцију великих сила успели да склопе договор са Мухамедом Алијем, док су османске територије у Сирији, Лебанону и Палестини враћене. Финализација услова била је на лондонском конгресу 1840. године.
У сагласности са експрес инструкцијама његовог оца, султан је одмах почео да спроводи реформе које је припремио његов отац Махмуд II. У новембру 1839. едикт познат као Гулхански хатишериф, познатији као танзиматски ферман, ступио је на снагу и подржао спровођење реформи. Едикт је допуњен крајем кримског рата 1856. године. Тиме је имовина свих султанових поданика била заштићена, порези поштено убирани, правда непристрасно спровођена, одобрена верска слобода и уједначена грађанска права. Реформе су наишле на снажан отпор муслиманских властелина и улема, те су делимично спроведене у удаљеним деловима царства.

## Долмабахче палата
По његовом наређењу изграђена је Долмабахче палата. Грађена је од 1843. до 1856. године. Пре тога султани су са својим породицама живели у Топкапи палати, но она је датирала још из периода средњег века, те јој је недостајало комфора, луксуза и престижа какав су имале европске палате. Из тих разлога султан је наредио да се изградио нова, модерна палата, по узору на европске, на месту где је некада била бешикташка палата, која је по његовом наређењу срушена. Одговоран за конструкцију палате био је Хаџи Саид- ага, док је пројекат реализован од стране архитекте Гарабета Бајлана и његовог сина Нигогајоса Бајлана (османске дворске архитекте), као и Еванис калфе.
Конструкција палате коштала је 5 милиона османских златних лира или 35 тона злата, што је данас еквивалентно са 1,5 милијардом америчких долара. Ова сума је износила четвртину годишњих пореских прихода. Овај пројекат је, у ствари, био финансиран помоћу страних позајмица. Штампање новца у домаћој валути довело је до високе инфлације. То је довело до озбиљних финансијских проблема, јер држава није имала новца за реализацију таквог пројекта, те је држава банкротирала. Тако је османско царство добило надимак „ Болесник са Босфора".
Долмабахче палата била је дом 6 султана од 1856, када се царска породица уселила у њу, па све до укидања калифата 1924. године. Последњи племић који је ту живео био је Абдулмеџид II, последњи османски калиф. Закон који је ступио на снагу 3. марта 1924. пребацио је власништво над овом резиденцијом новој турској републици. Први председник, Мустафа Кемал Ататурк, користио је ову палату као резиденцију током лета и у њој су настали његови најзначајнији радови. Он је у њој провео своју последњу годину живота и преминуо 10. новембра 1938. године.
Данас је ово једна од најпознатијих туристичких локација у Турској.

## Кримски рат (1853—1856)
За време владавине султана Абдулмеџида Османско царство је пришло четворочланом Савезу (Енглеска, Русија, Аустроугарска Монархија, Пруска). Русија је 1853. године напала дунавске кнежевине које су се налазиле под окриљем османске владавине. На то је позвао султан Енглеску и Француску у помоћ, које су се плашиле руске експанзије на подручју Средоземља. Тиме је дошло до Кримског рата, који је трајао до 1856. године и у том периоду је било заузето утврђење Севастопољ. За време владавине Абдулмеџида, на османској страни ратовао је чувени заповедник — Омер-паша Латас. На основу мира из Париза 1856. године Дарданели и Босфор су били затворени за ратне бродове. Заслугама у овом рату, османско царство је постало чланица европске заједнице. Овај рат изазвао је масовни егзодус кримских Татара, те су они потражили уточиште у османском царству, што је довело до масовног опадања броја становника на Криму. Тиме су Кримски Татари постали национална мањина у сопственој земљи.

## Унутрашња политика
Доласком на власт Хатишерифом од Гилхане 3. новембра 1839. потврдио је свим својим поданицима без обзира на верске и националне разлике, једнако право на заштиту живота, части и приватног власништва. Укинуо је све феудалне војне формације и заменио их са редовном регрутованом војском у коју су примани и немуслимани. Хатишерифом од 18. фебруара 1856. даље модернизује државу. Дефинитивно је призната верска, грађанска и политичка равноправност хришћанског и муслиманског становништва. Страни држављани су могли поседовати некретнине на подручју османског царства, а предвиђене су реформе опорезивања и друге мере за унапређивање привреде, трговине и промета. То је довело до устанака и побуна од стране религиозних група у Царству. Султан Абдулмеџид је изгубио популарност због модерног вођења државе и пројеката које је реализовао. Преминуо је са 38 година од последица туберкулозе.

## Реорганизација (Танзимат)
Танзимат или реорганизација османске империје био је његов највећи подухват. Почео је да спроводи реформе које је припремио његов отац Махмуд II. Због овога, једна од химни империје је добила назив по њему.
Његове најважније реформе биле су:
- Увођење првих османских папирних новчаница (1840)
- Реорганизација војске, укључујући и увођење регрутовања (1842—1844)
- Усвајање османске химне и заставе (1844)
- Реорганизација финансијског система према француском моделу
- Реорганизација цивилног и кривичног законика према француском моделу
- Реорганизација правосуђа, усвојен систем цивилног и кривичног суда са европским и османским судијама
- Стварање „ Meclis-i Maarif-i Umumiye" (1845), претече османског парламента (1876)
- Успостављено веће за јавно саветовање (1846)
- Стварање министарства просвете
- Планови за укидање тржишта робова (1847)
- Планови за изградњу протестантске капеле (1847)
- Успостављање модерних академија и универзитета (1848)
- Успостављање османске школе у Паризу
- Укидање додатних пореза за немуслимане (1856)
- Омогућавање немуслиманима да буду део војске (1856)
- Многе провизије за бољу администрацију и јавне услуге
- Нови имовински закони који су омогућавали власништво над земљом (1858)
- Забрана ношења турбана у корист феса

## Породично стабло
|  |                  |  |  |  |  |  |  |  |  |  |  |  |  |  |  |  |
|  | 4. Абдул Хамид I |  |  |  |  |  |  |  |  |  |  |  |  |  |  |  |
|  |                  |  |  |  |  |  |  |  |  |  |  |  |  |  |  |  |
|  |                  |  |  |  |  |  |  |  |  |  |  |  |  |  |  |  |
|  | 2. Махмуд II     |  |  |  |  |  |  |  |  |  |  |  |  |  |  |  |
|  |                  |  |  |  |  |  |  |  |  |  |  |  |  |  |  |  |
|  |                  |  |  |  |  |  |  |  |  |  |  |  |  |  |  |  |
|  | 1. Абдулмеџид I  |  |  |  |  |  |  |  |  |  |  |  |  |  |  |  |
|  |                  |  |  |  |  |  |  |  |  |  |  |  |  |  |  |  |
|  |                  |  |  |  |  |  |  |  |  |  |  |  |  |  |  |  |
|  | 3. Bezmiâlem     |  |  |  |  |  |  |  |  |  |  |  |  |  |  |  |
|  |                  |  |  |  |  |  |  |  |  |  |  |  |  |  |  |  |
|  |                  |  |  |  |  |  |  |  |  |  |  |  |  |  |  |  |